# Jan van Ruusbroec
Jan van Ruusbroec (výslovnost [rüüsbruk]), také Ruysbroeck nebo Ruisbroek (1293, Sint-Pieters-Leeuw, Belgie – 2. prosince 1381, Groenendaal) byl vlámský teolog, mystik a spisovatel. Svá díla psal nizozemsky. V současnosti jsou jeho nejznámějšími spisy[zdroj?] Sedm kroků na žebříku duchovní lásky a Duchovní zásnuby. Katolická církev jej uctívá jako blahoslaveného.

## Životopis
Jan měl oddanou matku, která ho vychovala v katolické víře. O jeho otci se neví nic. Jeho příjmení je toponymum, čili je odvozeno od názvu osady Ruisbroek.
V jedenácti letech bez rozloučení opustil svou matku a odešel ke svému strýci, kanovníkovi Janu Hinckaertovi, který se o něj postaral a zajistil mu vzdělávání na škole sv. Guduly v Bruselu. Hinckaert žil v apoštolském bratrství s členem téže kapituly Francisem van Coudenbergem. Zajistil Ruusbroekovi vzdělání, a ten se tak mohl stát knězem. Vysvěcen byl v kostele Svaté Guduly v roce 1317. Jeho matka ho následovala do Bruselu. Vstoupila do tamní bekináže, kde krátce před svěcením svého syna zemřela.

### Kněžské působení
V letech 1318–1343 působil jako farář u sv. Guduly; nadále žil se svým strýcem Hinckaertem a Van Coudenbergem v extrémní chudobě a odloučenosti od světa. V té době vyvolávalo v Nizozemí spory hnutí Bratří svobodného ducha (světsko-křesťanské hnutí ve 14. století, které papež Klement V. na Viennském koncilu prohlásil za kacířské). Jednou z členek bratrstva byla Heilwige Bloemardinne; byla aktivní zejména v Bruselu, kde pomocí pamfletů propagovala svou víru. Ruusbroec jí odpovídal rovněž pamflety, žádný se však do dnešních dob nezachoval. Tento spor natrvalo poznamenal Ruusbroekovu tvorbu: jeho pozdější spisy byly psány v nizozemštině a vždy odkazovaly na „kacířské“ názory Bratrstva.
Touha po větším odloučení od světa a možná i pronásledování poté, co napadl Bloemardovou, jej vedla k tomu, že r. 1343 s dvěma přáteli opustil Brusel a v nedalekém lese založil převorství Groenendael. Přidalo se k nim mnoho následovníků; 13. března 1349 se komunita zformalizovala jako klášter řádu augustiniánů-kanovníků, Ruusbroec se stal jeho prvním převorem.
Nejplodnější Ruusbroekovy roky spadají právě do tohoto období, tedy od roku 1349 do jeho smrti v roce 1381. Jeho pověst „Božího muže“, kontemplativce a duchovního vůdce se rozšířila z území Flander a Brabantu do Nizozemska, Německa a Francie. Jeho spisy byly ve velkém opisovány, speciálně v klášterech v Nizozemsku a v Německu. Na počátku 15. století se rozšířily i do Anglie. Ruusbroec udržoval styky s blízkou kartouzou v Herne, několika komunitami klarisek a s hnutím „Božích přátel“ ve Štrasburku. Všechny společenské vrstvy vyhledávaly jeho pomoc a radu. Mezi slavnými návštěvníky v Groenendael byli německý mystik Johannes Tauler či nizozemský kazatel, mystik a náboženský reformátor Geert Groote. Prostřednictvím Grooteho formoval Ruusbroec ducha augustiniánské Windesheimské kongregace, Bratří společného života (Fratres Vitae communis) a celého hnutí devotio moderna, jehož nejslavnějším představitelem byl Tomáš Kempenský, autor knihy Následování Krista.

## Filozofie
Jan se rád toulal a meditoval osamělý v lese, který obklopoval klášter. Brával si s sebou psací tabuli, na kterou si zapisoval myšlenky, když se jimi cítil inspirován. Později prohlásil, že nikdy neprovedl zápis bez pokynu Ducha svatého.
V jeho naukových spisech se vysvětluje, ilustruje a posiluje tradiční učení. Jím vyzdvihovanými ctnostmi byly oproštěnost, pokora a dobročinnost. Jeho oblíbenými tématy jsou útěk od světa, meditace nad životem (a zvlášť utrpením) Krista, odevzdání se do Boží vůle, a intenzivní osobní láska k Bohu.
Podle Gersona a Bossueta se v jeho díle nacházejí stopy neuvědomělého panteismu.
Jan vytrvale učil, že duše nachází Boha ve své vlastní hlubině a rozlišil 3 stupně pokroku na cestě, kterou nazval „duchovní žebřík ke křesťanské dokonalosti“:
- činný život,
- vnitřní život,
- kontemplativní život.

Neučil splynutí já s Bohem. Učil, že i na vrcholu duchovního vzestupu si duše stále zachovává svou totožnost. Ve spise Království milujících Boha vysvětluje, že ti kteří hledají moudrost, se musejí „do všech konců země plavit po vodách soucitu a milosrdenství vůči každé lidské nouzi“, že musejí „létat ve vzduchu rozumové dovednosti“ a „všechny své skutky a síly zaměřit k Boží poctě“; pak bude jejich mysli dána „nesmírná a bezmezná jasnost“.

Ke kontemplativnímu životu jsou podle něj nutné tři vlastnosti:
- Duchovní svoboda od světských tužeb,
- mysl nezatížená obrazy („vnitřní ticho“),
- pocit vnitřní jednoty s Bohem („jako hořící a žhavý oheň, který již nemůže být uhašen“).

K jeho nejdůležitějším dílům patří De vera contemplatione („O pravé kontemplaci“) a De septem gradibus amoris („O sedmi stupních lásky“).

## Odkaz
Janovy ostatky byly pečlivě uchovávány a jeho památka ctěna jako památka světce. Když bylo Groenendaalské převorství zrušeno Josefem II. (1783), byly jeho ostatky přeneseny do kostela sv. Guduly v Bruselu, avšak pak se ztratily během francouzské revoluce. Jan byl v roce 1908 blahořečen papežem Piem X.
Janův autentický portrét neexistuje; tradičně se zobrazuje, jak sedí v kanovnickém rouchu v lese, s psací tabulkou na koleni. Takto byl dle pověsti jednoho nalezen, vytržen v extázi a zahalen plameny, které obklopovaly, avšak nezničily strom, pod nímž seděl.
Po jeho smrti ho v příbězích nazývali extatickým nebo božským lékařem.
Hlásil se k němu františkán Henry van Herp, kartuziáni Denis a Laurentius Surius, karmelitán Tomáš od Ježíše, benediktin Luis de Blois a jezuita Leonardus Lessius. Později jeho spisy proslavili také Ernest Hello, Maurice Maeterlinck či Evelyn Underhillová. Jan měl též velký vliv na generálního sekretáře OSN Daga Hammarskjölda a jeho koncepci duchovního růstu skrze obětavou službu lidstvu.

## Díla
- Dat rijcke der ghelieven (lat. Regnum amantium Deum, česky Království milenců Božích)
- Die chierheit van der gheestelijcker brulocht (lat. De ornáty spiritalium nuptiarum, česky Okrasy duchovních svateb)
- Vanden blinkenden steen (lat. De perfectione filiorum dei, česky Dokonalost synů Božích)
- Vanden vier becoringhen (lat. De QUATUOR tentationibus, česky O čtveru pokušeních)
- Vanden kerstenen ghelove (lat. De fide et iudicio, česky O víře a soudu)
- Vanden gheesteliken tabernakel (lat. In tabernaculum Foederata Commentarius; česky Výklad svatostánku Mojžíšova)
- Vanden seven Sloten (lat. De septem Custódio, česky O sedmi strážích)
- Een spieghel der eeuwigher salicheit (lat. Speculum aeternae Salute, česky Zrcadlo věčné blaženosti čili Vzestup duše k Bohu s Kristem, překlad p. Emil Soukup OP, Olomouc 1946).
- Van seven trappen in den graed der gheesteleker MINNEN (lat. De septem amoris gradibus, česky Sedm stupňů lásky, překlad p. Silvestr M. Braito, OP, v Po cestách mystiku k lásce Boží. Olomouc 1937, s. 87–131)
- Vander hoechster waerheit (i Dat boecsken der verclaringhe a Samuel; Lat. Samuel vel. de alta contemplatione, český Samuel, neboli kniha o vyšší kontemplaci).
- Vanden XII beghinen (lat. De vera contemplatione, česky Pravá kontemplace).